# Kevin Chamberlin
Pour les articles homonymes, voir Chamberlin.
Kevin Chamberlin est un acteur et scénariste américain né le 25 novembre 1963 à Baltimore, Maryland (États-Unis). Il est connu pour avoir joué Bertrand dans Jessie une série Disney et a notamment joué dans Teen Beach Movie.

## Filmographie
- 1995 : Une journée en enfer (Die Hard: With a Vengeance) : Charles Weiss
- 1995 : New York News (en) (série télévisée) : Victor
- 1997 : In and Out (In & Out) : Carl Mickley
- 1998 : Lettres à un tueur (Letters from a Killer) : Cutler
- 1999 : Trick de Jim Fall : Perry's Ex
- 1999 : Liberté passagère (Earthly Possessions) (TV) : Policier
- 2001 : Herman U.S.A. : Wayne
- 2001 : New York, unité spéciale (saison 3, épisode 6) : Roger Berry
- 2002 : Les Sentiers de la perdition (Road to Perdition) : Frank the Bouncer
- 2003 : Kingpin (feuilleton TV) : Cat Man
- 2004 : Suspect Zero : Harold Speck
- 2004 : Un Noël de folie ! (Christmas with the Kranks) : Mr. Scanlon
- 2005 : Bound by Lies (vidéo) : Gus Boyle
- 2005 : Loudmouth Soup : Charlie Baker
- 2006 : Slevin : Marty
- 2006 : Heroes : Aaron Malsky
- 2007 : New York Section Criminel : Kevin fils à maman
- 2007 : Modern Family
- 2011-2015 : Jessie : Bertram Winkle
- 2013 : Teen Beach Movie : Docteur Fusion
- 2013 : Jessie le film : Bertram Winkle
- 2015 : Une Mélodie à Noël : Thomas Le Père Noël
- 2018 : Les Désastreuses Aventures des orphelins Baudelaire : l'homme en pantalon à carreaux
- 2019 : Le Parc des merveilles (Wonder Park) de Dylan Brown : Oncle Tony
- 2020 : The Prom de Ryan Murphy : Sheldon Saperstein

## Discographie
| Titre                           | Année | Duo                                | Film/Série |
| ------------------------------- | ----- | ---------------------------------- | ---------- |
| Do You Want To Build a Snowman? | 2014  | Avec les acteurs de Disney Channel |            |

### Comme Scénariste
- 2005 : Loudmouth Soup

## Voix françaises
Jean-Loup Horwitz pour son rôle du majordome Bertrand dans la série Jessie,
Laurent Morteau pour ses rôles dans les films Le Parc des merveilles (Oncle Tony), The Prom (Sheldon Saperstein),
Michel Hinderyckx pour son rôle de Dr Fusion dans le téléfilm Teen Beach Movie.

## Récompenses et nominations

### Récompenses
- Le plus sexy de la série Jessie, diffusée sur Disney Channel[réf. souhaitée].
- Le plus créatif du film teen beach movie sur Disney channel